# فرودگاه استنلی پارک بلکپول
فرودگاه استنلی پارک بلکپول (به انگلیسی: Stanley Park Aerodrome (Blackpool)) یک فرودگاه غیرنظامی است که یک باند فرود چمن دارد و طول باند آن ۶۴۰ متر است. این فرودگاه در شهر بلک‌پول کشور انگلستان قرار دارد و در ارتفاع ۱۴ متری از سطح دریا واقع شده است.